# Університет Біола
Університет Біола ([baɪˈoʊlə]) — приватний неконфесійний євангельський християнський університет у Ла-Міраді, Каліфорнія. Він був заснований у 1908 році як Біблійний інститут Лос-Анджелесу. Він має понад 150 програм навчання в дев'яти школах, які пропонують ступені бакалавра, магістра та доктора. Університет приймає щорічну конференцію місій, найбільшу щорічну конференцію місій і другу за величиною конференцію місій у світі. Він також відіграв значну роль у розвитку Розумного задуму.

## Історія

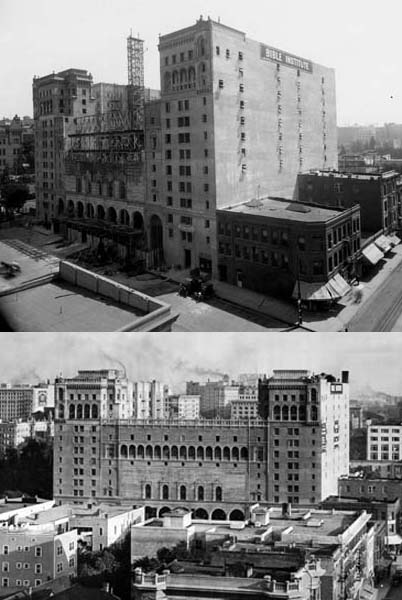
Колишня будівля Біоли в Лос-Анджелесі: на стадії будівництва (вгорі) і завершена в 1916 році (внизу): її було знесено в 1988 році після пошкоджень під час землетрусу 1987 року.

Університет Біола був заснований у 1908 році як Біблійний Інститут Лос-Анджелеса Лайманом Стюартом, президентом Каліфорнійської нафтової компанії Union (згодом відомої як Unocal і пізніше придбаної корпорації Chevron); Томасом С. Хортоном, пресвітеріанським священиком і християнським письменником; і Августом Б. Прічардом, також пресвітеріанським служителем.
У 1912 році інститут призначив Р. А. Торрі деканом, а в 1913 році розпочав будівництво нової будівлі у центрі Лос-Анджелеса на розі Шостої та Хоуп-стрит. Ця будівля включала аудиторію на 3500 місць, дві великі неонові вивіски (додані пізніше) на вершині будівлі, що проголошують «Ісус рятує», і карильйон з 11 дзвонами, на якому тричі щодня грали гімни. Перші лідери хотіли, щоб інститут зосередився на навчанні студентів Біблії та місіям, а не на широкому підході до християнської освіти, типовому для християнських вільних мистецтв коледжів. Інститут пропонував диплом після закінчення дворічної навчальної програми. Ця модель базувалася переважно на Біблійному Інституті Муді. Починаючи з 1920-х років робилися спроби розширити навчальну програму, але лише в 1949 році заклад отримав назву «Коледж Біола», а в 1981 році був перейменований на «Університет Біола». У 1959 році інститут Біола переїхав у місто Ла-Мірада, Каліфорнія.
У 1915 році Торрі оголосив про плани організувати незалежну церкву, яка збиралася б у аудиторії Біоли під назвою Церква відкритих дверей (Church of the Open Door). Це рішення викликало суперечки серед місцевого пресвітеріанського та баптистського духовенства.
У 1917 році інститут опублікував чотиритомну версію «Основи: свідчення істини» (The Fundamentals: A Testimony To The Truth), серію есе, що підтверджують консервативні протестантські вірування, за редакцією Торрі та інших на кошти, пожертвувані Лайманом Стюартом і його братом Мілтоном.
Лайман Стюарт помер 28 вересня 1923 року, а через 10 місяців Рубен Торрі залишив посаду декана. Інститут призначив Джозефа Ірвайна президентом, а 3 квітня 1925 року другим деканом школи призначив Джона Мердока Макінніса. Макінніс був пресвітеріанським священиком, який викладав у школі лише близько двох років. Макінніс обіймав посаду декана до своєї вимушеної відставки 31 грудня 1928 року. Його адміністрація була неспокійною та страждала від конфліктів керівництва та релігійних протиріч. У 1927 році Біола опублікував книгу Макінніса під назвою «Пітер Філософ-рибалка», яка стала центром гострої національної суперечки, в якій фундаменталісти звинуватили Макінніса у відстоюванні ліберальних теологічних позицій, що суперечать стандартам Біоли. Врешті-решт Макінніс був змушений піти у відставку, а всі примірники книги, що залишилися, разом із друкованими формами були знищені.
У 1929 році Чарльза Е. Фуллера, бізнесмена, євангеліста та випускника Біоли, було призначено на посаду віце-президента, щоб знайти нового декана та президента. На ці посади були обрані Елберт МакКрірі та Вільям П. Уайт, обидва пов'язані з Moody Bible Institute.
Під час Великої депресії інститут зазнав серйозних фінансових труднощів. У 1932 році Луї Т. Талбот, пастор Церкви відкритих дверей, став президентом і допоміг зібрати вкрай необхідні кошти. Протягом наступних двох десятиліть Талбот відійшов від місій, замість цього зосередившись на академічних програмах. Теологічна семінарія Талбот стала першою аспірантською школою інституту Біола, а в 1977 році інститут отримав аспірантуру Вищої школи професійної психології Rosemead і перемістила їх до кемпусу у Ла-Міраду. Біола додав Школу міжкультурних досліджень у 1983 році за рахунок коштів із покинутої власності Біблійний інститут Хунань у Китаї, школа бізнесу в 1993 р. та школа освіти в 2007 р.

## Конференції

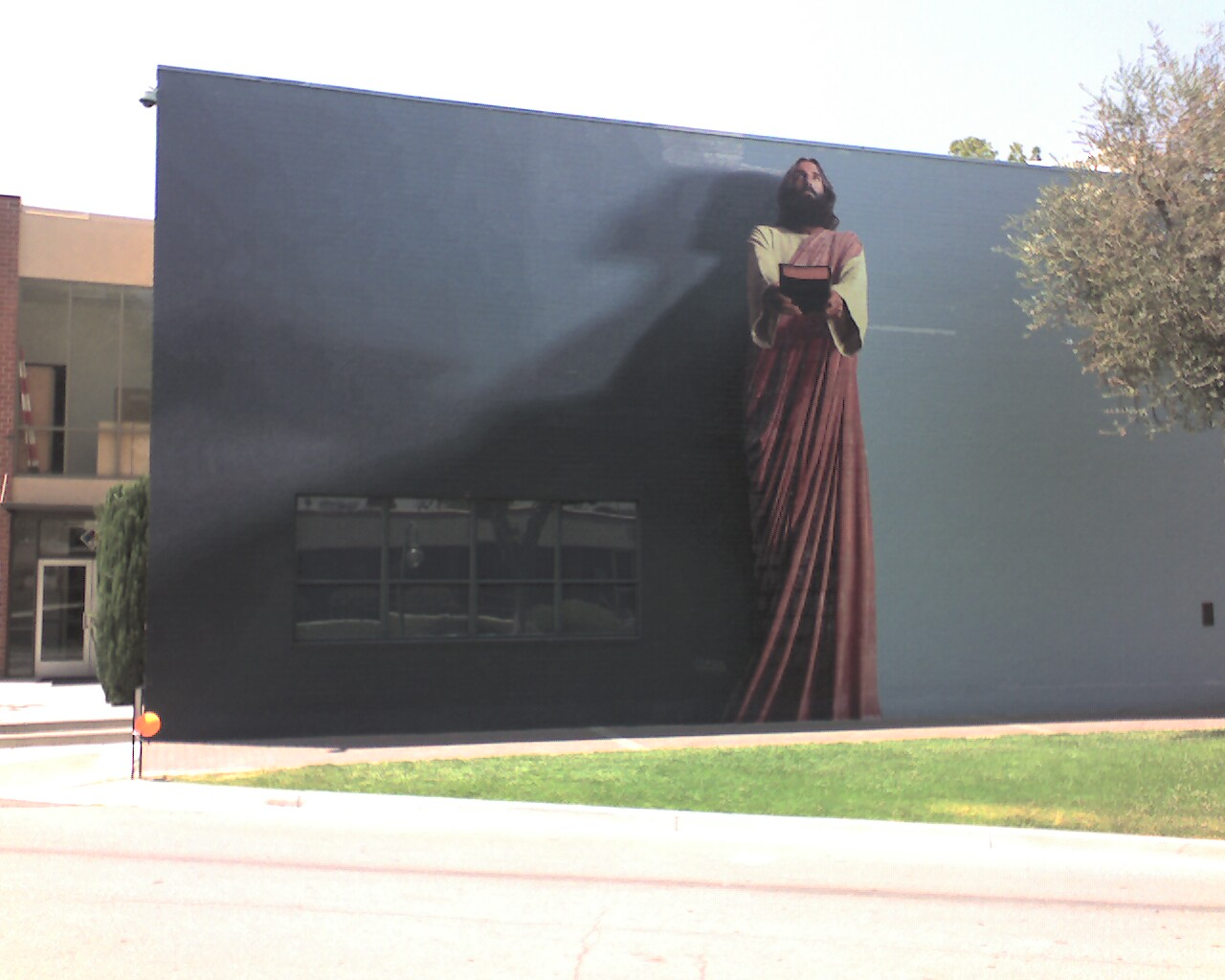
«Слово», фреска Кента Твітчелла

Біола проводить дві щорічні студентські конференції: Місійну конференцію протягом весняного семестру та Меморіальну біблійну конференцію Торрі протягом осіннього семестру.
Місійна конференція є найбільшою щорічною місіонерською конференцією та другою за величиною місіонерською конференцією у світі, поступаючись лише трирічній місійній конференції Urbana. Це триденний студентський захід, який має на меті надихнути студентів на місіонерську діяльність і надати інформацію про місіонерську роботу. У зв'язку з цим заняття скасовуються з середи по п'ятницю в середині весняного семестру. Конференція пропонує етнічні страви, культурні екскурсії, культурний досвід на кампусі та спілкування з місіонерами.
Меморіальна біблійна конференція Торрі також є триденною конференцією, присвяченою духовному зростанню студентів. Щороку обирається конкретна тема, яка відповідає духовним потребам типового студента коледжу.
Щорічна одноденна медіа-конференція Біола прагне сприяти інтеграції віри та мистецтва. Віна об'єднує лідерів християнських ЗМІ та інших християн для навчання, натхнення та спілкування.
16 листопада 1996 року в університеті відбулася перша національна конференція з Розумного задуму. Пізніше Intervarsity Press опублікувала Mere Creation (ISBN 0-8308-1515-5), збірку доповідей, представлених на конференції. Наступні конференції з Розумного задуму були проведені в університеті в 2002 і 2004 роках.
З 2015 року Біола вимагає від студентів відвідувати п'ять сесій конференції та 20 богослужінь у каплиці за семестр, інакше їм загрожує фінансовий штраф.

## Центр месіанських юдейських досліджень
8 жовтня 2007 року Біола відкрив Центр месіанських єврейських досліджень Чарльза Л. Фейнберга у Мангеттені. Центр пропонує ступінь магістра богослов'я в месіанських єврейських дослідженнях. Програма, яка здійснюється у співпраці з Chosen People Ministries, зосереджена на освіті та навчанні лідерів месіанської єврейської громади. Програма схвалена Регентською радою штату Нью-Йорк та Асоціацією теологічних шкіл.

## Організація

### Школи
Біола пропонує 47 спеціальностей бакалаврату, 80 концентрацій і понад 150 професійних галузей навчання. Присуджені ступені включають B.A., B.S., B.M., B.F.A., M.A., M.B.A., M.Div., Th.M., D.Min., D.Miss., Psy.D., Ed.D., та Ph.D.. Усі вони мають інституційну та професійну акредитацію та інтегровані в християнську доктрину.
Школи:

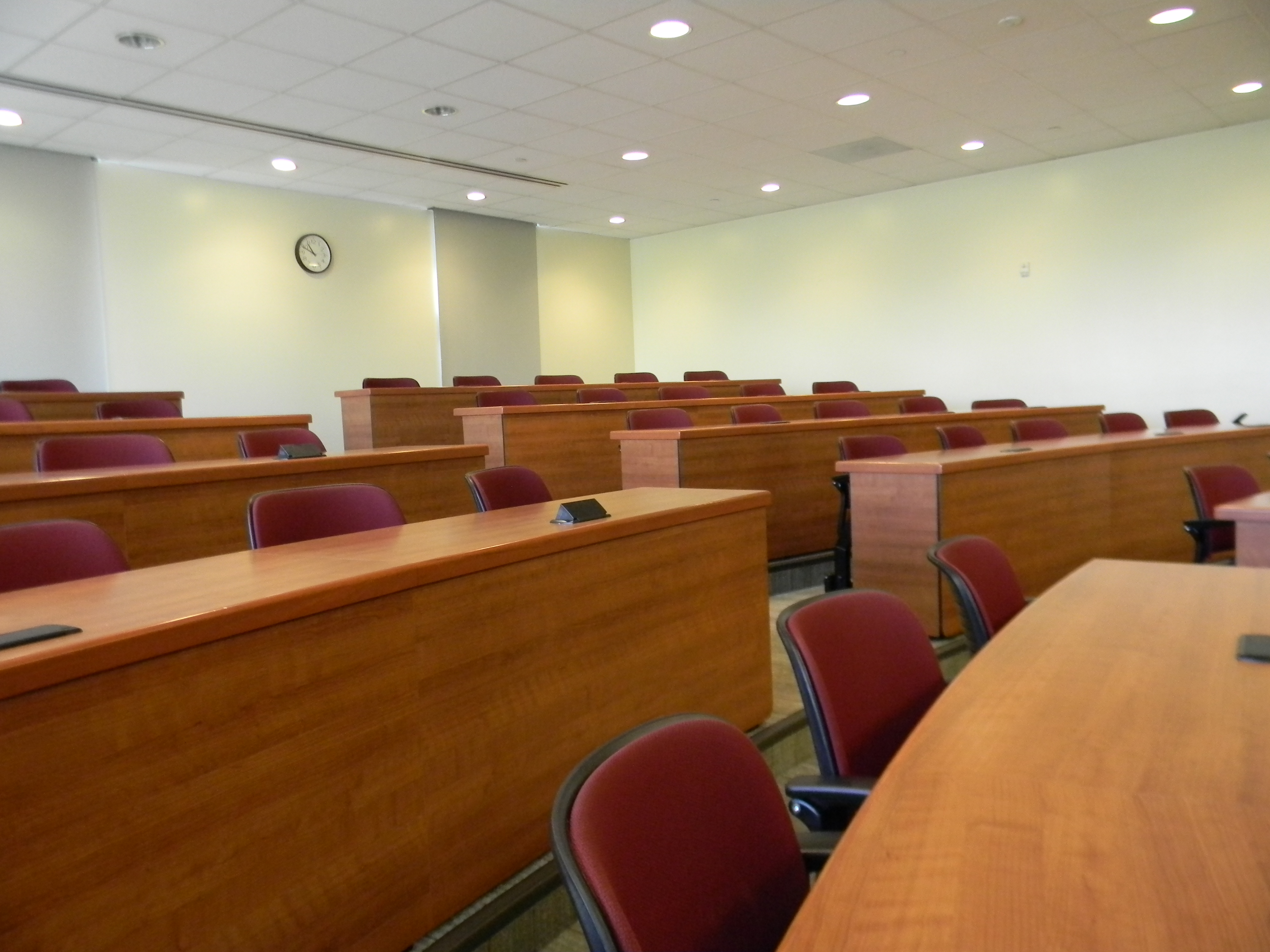
Лекційна зала Університету Біола в Ла-Міраді, Каліфорнія

- Школа бізнесу Кровелл (Crowell School of Business)
- Школа психології Роузмед (Rosemead School of Psychology)
- Школа образотворчого мистецтва та комунікації (School of Fine Arts and Communication)
- Школа гуманітарних і соціальних наук (School of Humanities and Social Sciences)
- Школа освіти (School of Education)
- Школа міжкультурних досліджень Кука (Cook School of Intercultural Studies)
- Теологічна школа Талбота (Talbot School of Theology)
- Школа науки, технологій та здоров'я (School of Science, Technology and Health)
- Школа кіно та медіа-мистецтва (School of Cinema and Media Art)

Crowell School of Business — це бізнес-школа для студентів та магістратури, розташована в Ла-Мірада, штат Каліфорнія, при університеті Біола. У 1993 році школа була створена як п'ята школа університету Біола. У 2005 році школа була перейменована в Школу бізнесу Кроуелл після пожертви сім'ї Кроуелл, яка має глибокі зв'язки з історією університету Біола. Покійний Дональд Уоррен Кроуелл був внучатим племінником Лули Кроуелл, дружини співзасновника Biola Лаймана Стюарта. Нова будівля була відкрита в 2007 році для розміщення як аспірантів, так і студентів.
Crowell пропонує ступінь магістра ділового адміністрування (MBA) і магістра професійного бухгалтера (MPAcc), обидва з яких можна отримати за графіком повного або часткового робочого дня. Обидві програми акредитовані Західною асоціацією шкіл і коледжів; Програма MBA також акредитована Радою з акредитації бізнес-шкіл і програм. Програма бакалавра в Crowell пропонує спеціальності в галузі бухгалтерського обліку та бізнес-адміністрування з акцентом на міжнародний бізнес, менеджмент, маркетинг, управління маркетингом і бізнес-аналітику. Школа пропонує неповнолітній курс з ділового адміністрування, доступний для всіх студентів університету Біола. Програма бакалаврату може похвалитися приблизно чотирма сотнями студентів, що робить її найбільшою програмою бакалаврату в Biola.
Школу освіти було засновано в 2007 році, спочатку як Департамент освіти в 1952 році. Вона пропонує інтегровані з Біблією курси та програми, які існують для підготовки тих, хто бажає вплинути на освіту та адміністраторів у державних, приватних, домашніх, чартерних та міжнародних школах. школи. На рівні бакалаврату школа освіти є домом для початкової освіти, мультидисциплінарних спеціальностей і ліберальних досліджень, які незмінно входять до числа найпопулярніших спеціальностей бакалаврату в Biola. На вищому рівні Школа освіти пропонує ступінь магістра мистецтв у галузі викладання та магістра мистецтв у галузі освітипрограми, які можна адаптувати відповідно до індивідуальних інтересів як нових, так і досвідчених вчителів. Педагогічна школа також пропонує акредитовану державою програму підготовки вчителів, яка пропонує повноваження викладання як на рівні магістра, так і на рівні бакалавра.
Усі студенти бакалаврату повинні взяти 30 одиниць біблійних занять, незалежно від спеціальності, що призведе до неповнолітніх у теологічних та біблійних дослідженнях. Місія Університету Біола полягає в «біблійно зосередженій освіті, науковості та служінні — снабженні розумом і характером чоловіків і жінок впливати на світ заради Господа Ісуса Христа».
У своєму рейтингу коледжів у 2017 році US News & World Report відніс Біолу до категорії «Найкращі національні університети», поставивши Біолу на 159 місце з 311 національних університетів. Біола був одним із двох національних університетів у Раді християнських коледжів та університетів, які були включені до першого рівня. У 2013 році університет Біола був включений до списку дев'ятнадцяти «перспективних» національних університетів US News. У 2017 році Niche поставив Biola на 33 місце серед 364 найкращих християнських коледжів Америки та на 11 місце серед 90 найбезпечніших університетських містечок Каліфорнії.

### Програма відмінників
Коледж Торрі Хонорс, колишній Інститут Торрі Хонорс, — це програма чудових книг із класичної літератури, започаткована доктором Джоном Марком Рейнольдсом у 1995 році та названа на честь Рубена Арчера Торрі. Заняття на факультеті використовуються для задоволення більшості загальноосвітніх вимог в Університеті Біоли за чотири роки; програма не пропонує основних або другорядних. Torrey Honors College створено за зразком Оксфордської системи навчання, використовуючи читання, обговорення, письмо, наставництво та лекції серед інших можливостей. Метою кафедри є «оснастити чоловіків і жінок прагнути до істини, добра та краси в інтелектуальному та духовному співтоваристві, що дозволить їм бути сильними християнськими лідерами».

## Публікації
Університет брав участь у публікації наступних журналів та академічних журналів:
- Журнал Biola — офіційний журнал Університету Біола.[43]
- Журнал Talbot — офіційний журнал Школи теології Талбот.[44]
- The Chimes — студентська газета Біоли.[45]
- The Point — журнал, що випускається журналістами Біоли, програма, що отримала в 2008 році премію Associated Collegiate Press Pacemaker Award, найвищу нагороду для університетського журналу.[46]
- The Inkslinger — студентський художній журнал.[47]

## Президенти
- Вільям П. Уайт (1929—1932)
- Луї Т. Талбот (1932—1935)
- Пол У. Руд (1935—1938)
- Луї Т. Талбот (1938—1952)
- Семюел Х. Сазерленд (1952—1970)
- Дж. Річард Чейз (1970—1982)
- Клайд Кук (1982—2007)
- Баррі Корі (2007–)

## Видатні випускники
- Стів Бріджес (1986) — Комік, імпресіоніст та актор
- Клайд Кук (1957) — Місіонер, професор та колишній президент Університету Біола
- Скотт Дерріксон (1990) — Режисер, сценарист та продюсер
- Сіханізо Дламіні (2010) — Принцеса Есватині
- Кейт Дурбін (2004) — Художник
- Чарльз Е. Фуллер (1921) — Християнський священик та радіо-євангеліст
- Джудіт Хілл (2006) — Співак та автор пісень
- Майкл Хортон (теолог) (1985) — Теолог та академік
- Зак Кінг (2012) — Режисер та персонаж YouTube
- Джош Макдауелл (1971) — християнський апологет, євангеліст та письменник
- Тревор Оукс — гравець Вищої ліги бейсболу за команду San Francisco Giants
- Набив Куреші (2008) — Автор та християнський апологет
- Джос Чарльз (2010) — Поет
- Кессі Рендольф (2016) — Телеведучий та переможець Холостяк
- Тобін Соренсон (1980) — альпініст
- Джон Тун (1983) — Сенатор США від Південної Дакоти з 2005 р. та Кнут сенатської більшості з 2019
- Ларрі Тьє (2007) — гравець баскетбольної ліги АСЕАН Saigon Heat
- Тім Уоррелл (1990) — Колишній професійний бейсбольний пітчер
- Тодд Уоррелл (1982) — Колишній професійний бейсбольний пітчер
- Денні Ямасіро (1991) — капелан Массачусетського технологічного інституту, дослідник американських президентів і дитячих травм, ведучий медіа- ток-шоу

## Відомі викладачі
- Клінтон Е. Арнольд — дослідник Нового Завіту та декан Теологічної школи Талбот
- Крістофер Кастил — ад'юнкт-професор політології
- Вільям Лейн Крейґ — професор-дослідник філософії
- Дж. Вернон МакГі — професор Біблії та завідувач кафедри
- Дж. П. Морленд — заслужений професор філософії, письменник і викладач
- Скотт Б. Рей — дослідник Старого Завіту та декан Теологічного факультету Талботської школи
- Бернард Рамм — баптистський теолог і апологет
- Роберт Л. Сосі — видатний професор систематичної теології, автор і колишній президент Євангельського теологічного товариства
- Дж. Уорнер Воллес — ад'юнкт-професор апологетики